# Arquebisbat d'Oristany
L'arquebisbat d'Oristrano (italià: arcidiocesi di Oristano ; llatí: Archidioecesis Arborensis ) és una seu metropolitana de l'Església catòlica que pertany a la regió eclesiàstica Sardenya. El 2010 tenia 147.000 batejats d'un total de 147.900 habitants. Actualment està regida per l'arquebisbe Ignazio Sanna.

## Territori
L'arquebisbat comprèn els següents municipis: 
- a la província d'Oristany: Abbasanta, Allai, Arborea, Ardauli, Assolo, Asuni, Baratili San Pietro, Bauladu, Bidonì, Bonarcado, Busachi, Cabras, Fordongianus, Genoni, Ghilarza, Laconi, Marrubiu, Milis, Mogorella, Narbolia, Neoneli, Norbello, Nughedu Santa Vittoria, Nurachi, Nureci, Ollastra, Oristany, Palmas Arborea, Paulilatino, Riola Sardo, Ruinas, Samugheo, San Vero Milis, Santa Giusta, Seneghe, Senis, Siamaggiore, Siamanna, Siapiccia, Simaxis, Solarussa, Tramatza, Ula Tirso, Villa Sant'Antonio, Villanova Truschedu, Villaurbana, Zeddiani i Zerfaliu;
- a la província de Nuoro: Aritzo, Atzara, Austis, Belvì, Desulo, Gadoni, Meana Sardo, Sorgono, Ortueri, Ovodda, Teti, Tiana i Tonara;
- a la província de Sardenya del Sud: Isili, Nuragus e Nurallao.

La seu arquebisbal es troba a la ciutat d'Oristany, on es troba la catedral de santa Maria Assumpta.
El territori està dividit en 85 parròquies, 3 rectories (Pardu Nou, part de Siamaggiore i Solarussa, San Quirico, part d'Oristano i Santa Sofia part de Laconi) i 2 capellanies (Cirras, frazione di Santa Giusta i Crastu, part de Laconi)

## Història
L'arxidiòcesi va ser erigida al segle xi. Té el seu origen en l'antiga diòcesi de Tharros de la qual hi ha notícies a partir del segle v. A causa de les invasions àrabs, els bisbes i els habitants es van traslladar a Aristanis. El primer bisbe de la qual se'n té notícia és un anònim s'esmentat en un document del Papa Urbà II de 1088. La província eclesiàstica incloïa com aa diòcesi sufragània la de Santa Justa, d'Ales i de Terralba.
El 24 d'abril de 1296, l'església d'Oristany va ser unida a la seu de Tir, al Líban, després que aquesta fos conquerida pels sarraïns. Durant prop d'un segle els arquebisbes d'Oristany van unir el seu propi títol al de Tir.
El 8 de desembre de 1503, en vigor de la butlla Aequum reputamus del Papa Juli II, s'uní a la seu d'Oristany la de Santa Justa, que havia estat erigida entre els segles xi i xii.

## Cronologia episcopal
- Anònim † (inicis de 1088 - 1099 ?)
- Anònim † (citat el 1118)
- Omodeo † (primera meitat del segle xii)
- Teodoro † (citat el 1125)
- Pietro † (citat el 1131)
- Comita de Martis † (inicis de 1146 - inicis de 1170 nomenat bisbe de Ampurias)
- Ugo † (citat el 1185 ?)
- Giusto † (1192 - 1198)
- Bernardo † (1200)
- Torchitorio de Muru † (1224 - 1244)
- Anonimo † (citat el 1246, 1247, 1253)
- Torchitorio Cocco † (citat el 1261)
- Aleardo, O.F.M. † (3 de novembre de 1268 - 1268 mort)
- Egidio † (1268 - 1280 ?)
- Daniele di Stamedio, O.Cist. † (1280 - 1280)
- Pietro I † (20 d'abril de 1280 - desembre de 1289 mort)
- Scolay † (1296 - 1299 mort)
- Alamanno da Bagnoregio, O.F.M. † (29 d'abril de 1299 - 1299 mort)
- Consiglio Gatti, O.P. † (21 de novembre de 1299 - 30 de gener de 1301 nomenat arquebisbe de Conza)
- Leonardo de Aragall, O.F.M. † (28 de febrer de 1301 - 1306)
  - Ugo, O.P. † (26 de febrer de 1306 - 19 de març de 1308 nomenat bisbe de Pola) (administrador apostòlic)
- Oddone della Sala, O.P. † (30 de març de 1308 - 10 de maig de 1312 nomenat arquebisbe de Pisa)
- Guido Cattaneo, O.P. † (10 de maig de 1312 - 1339)
- Giovanni de Paperoni † (23 d'octubre de 1340 - 1342 mort)
- Pietro Nurachi † (10 de juliol de 1342 - 1349 ?)
- Nicola di Teramo † (21 d'octubre de 1349 - 1363)
- Bernardo † (20 de març de 1363 - 1364 mort)
- Ambrogio da Parma † (23 de desembre de 1364 - 20 de febrer de 1377 nomenat bisbe de Cittanova)
- Enrico, O.Carm. † (20 de febrer de 1377 - 1379 mort)
  - Giovanni Salat, O.P. † (18 de maig de 1379 - ?) (obediènça avinyonesa)
- Guglielmo †
- Giacomo † (citat el 1382)
- Gunnari † (citat el 1386)
- Leonardo de Zori † (22 d'octubre de 1387 - 1389)
- Corrado da Cloaco † (5 de desembre de 1392 - 13 de setembre de 1396 nomenat bisbe de Noli)
- Ubaldino Cambi † (4 d'abril de 1397 - 1400 mort)
- Mariano Fabario † (4 de setembre de 1400 - 1402 mort)
- Paolo Oleni † (26 de juny de 1402 - 1402 ?)
  - Bartolomeo Ghini † (? - 26 de novembre de 1404 nomenat bisbe de Massa Marittima) (bisbe electe)
- Niccolò Beruti, O.P. † (26 de novembre de 1404 - ?)
- Bertrando Flores † (21 de desembre de 1407 - ? deposat)
- Elia de Palma, O.S.B.Cam. † (27 d'agost de 1414[1] - 1437)
- Lorenzo Squintu † (3 d'abril de 1437 - 1450 mort)
- Giorgio (o Gregorio) Armato (o Attacco) † (14 d'octubre de 1450 - 18 de febrer de 1451 nomenat bisbe de Trevico)
- Giorgio (o Gregorio) Armato (o Attacco) † (25 d'octubre de 1451 - 1454 mort) (per segona vegada)
- Giacomo di Albareale † (21 d'octubre de 1454 - 1458)
  - Francesco Arrati † (citat el 1460) (bisbe electe)
- Giovanni Cani † (28 d'abril de 1462 - 1485 mort)
- Ferdinando Romano † (21 de febrer de 1485 - 1492 mort)
- Jaime Serra i Cau † (11 d'abril de 1492 - 9 de desembre de 1510 dimití)
- Pedro Serra de Muñoz † (9 de desembre de 1510 - 21 d'agost de 1517 mort)
- Giovanni Briselot, O.Carm. † (23 de desembre de 1517 - 16 d'abril de 1520 dimití)
- Giacomo de Cleve † (16 d'abril de 1520 - ?)
- Agostino Grimaldi † (28 de març de 1530 - 12 d'abril de 1532 mort)
- Carlo Alagon † (18 de maig de 1537 - 1554 mort)
- Andrea Sanna † (3 d'agost de 1554 - 1555 mort)
- Pietro Sanna † (4 de maig de 1556 - 1563 mort)
- Gerolamo Barbarà † (19 de gener de 1565 - 1571 mort)
- Pedro Buerba, O.E.S.A. † (5 de novembre de 1572 - 1574 mort)
- Pedro Narro, O.S.B. † (22 d'octubre de 1574 - 1577 mort)
- Francesco Figo † (13 de gener de 1578 - 1588 mort)
- Antonio Canopolo † (17 d'octubre de 1588 - 1621 nomenat arquebisbe de Sàsser)
- Lorenzo Nieto y Corrales, O.S.B. † (25 d'octubre de 1621 - 1625 nomenat arquebisbe de Càller)[2]
- Gavino Magliano † (22 de març de 1627 - 1641 mort)
- Pietro De Vico † (1641 succeduto - 27 d'agost de 1657 nomenat arquebisbe de Cagliari)
- Alfonso de Sotomayor, O. de M. † (24 de setembre de 1657 - 9 de juny de 1664 nomenat arquebisbe, a títol personal, de Barcelona)
- Bernat Cotoner † (23 de juny de 1664 - 28 de setembre de 1671 nomenat bisbe de Mallorca)
- Pere d'Alagó y de Cardona † (15 de gener de 1672 - 2 d'octubre de 1684 nomenat arquebisbe a títol personal, de Mallorca)
- Giuseppe Acorrà † (30 d'abril de 1685 - de desembre de 1702 mort)
- Francesco Masones Nin † (15 de setembre de 1704 - de maig de 1717 mort)
  - Sede vacante (1717-1726)
- Antonio Nin † (16 de desembre de 1726 - de desembre de 1740 mort)
- Vincenzo Giovanni Vico-Torrellas † (3 de juliol de 1741 - d'agost de 1744 mort)
- Nicola Maurizio Fontana † (3 de febrer de 1744 - 1 de març de 1746 mort)
- Ludovico Emanuele del Carretto † (28 de novembre de 1746 - 20 de març de 1772 mort)
- Antonio Romano Malingri † (7 de setembre de 1772 - 5 d'agost de] 1776 mort)
- Giacomo Francesco Astesan, O.P. † (1 de juny de 1778 - 11 de gener de 1783 mort)
- Luigi Cusani † (15 de desembre de 1783 - 19 de febrer de 1796 mort)
- Francesco Sisternes de Oblites † (28 de setembre de 1798 - 21 de juny de 1812 mort)
  - Sede vacante (1812-1819)
- Giovanni Antioco Azzei † (29 de març de 1819 - 4 de desembre de 1821 mort)
  - Sede vacante (1821-1828)
- Giovanni Maria Bua † (28 de gener de 1828 - 24 d'octubre de 1840 mort)
- Giovanni Saba † (22 de juliol de 1842 - 13 de febrer de 1860 mort)
  - Sede vacante (1860-1871)
- Antonio Soggiu † (24 de novembre de 1871 - 5 d'abril de 1878 mort)
- Bonfiglio Mura, O.S.M. † (28 de febrer de 1879 - 18 de juliol de 1882 mort)
- Paolo Giuseppe Maria Serci Serra † (25 de setembre de 1882 - 16 de gener de 1893 nomenat arquebisbe de Cagliari)
- Francesco Zunnui Casula † (16 de gener de 1893 - 14 de desembre de 1898 mort)
- Salvatore Tolu † (19 de juny de 1899 - 30 de gener de 1914 mort)
- Ernesto Maria Piovella, O.SS.C.A. † (19 d'abril de 1914 - 8 de març de 1920 nomenat arquebisbe de Cagliari)
- Giorgio Delrio † (16 de desembre de 1920 - 5 de maig de 1938 mort)
- Giuseppe Cogoni † (4 de novembre de 1938 - 6 de juny de 1947 mort)
- Sebastiano Fraghí † (23 de setembre de 1947 - 14 de desembre de 1978 retirat)
- Francesco Spanedda † (17 de març de 1979 - 30 de novembre de 1985 retirat)
- Pier Giuliano Tiddia (30 de novembre de 1985 - 22 d'abril de 2006 retirat)
- Ignazio Sanna, des del 22 d'abril de 2006

## Estadístiques
A finals del 2010, la diòcesi tenia 147.000 batejats sobre una població de 147.900 persones, equivalent al 99,3% del total.
| any  | població | població | població | sacerdots | sacerdots       | sacerdots       | sacerdots             | diaques | religiosos | religiosos | parroquies |
| ---- | -------- | -------- | -------- | --------- | --------------- | --------------- | --------------------- | ------- | ---------- | ---------- | ---------- |
| any  | batejats | total    | %        | total     | clergat secular | clergat regular | batejats por sacerdot | diaques | homes      | dones      |            |
| 1950 | 130.000  | 130.000  | 100,0    | 142       | 116             | 26              | 915                   |         | 34         | 143        | 77         |
| 1970 | 150.488  | 150.513  | 100,0    | 161       | 127             | 34              | 934                   |         | 50         | 372        | 84         |
| 1980 | 148.425  | 148.650  | 99,8     | 162       | 119             | 43              | 916                   |         | 49         | 362        | 86         |
| 1990 | 148.922  | 149.367  | 99,7     | 150       | 119             | 31              | 992                   | 2       | 41         | 272        | 85         |
| 1999 | 150.507  | 151.320  | 99,5     | 143       | 111             | 32              | 1.052                 | 5       | 38         | 362        | 85         |
| 2000 | 151.312  | 152.116  | 99,5     | 135       | 105             | 30              | 1.120                 | 6       | 33         | 351        | 85         |
| 2001 | 150.723  | 151.527  | 99,5     | 128       | 99              | 29              | 1.177                 | 6       | 31         | 372        | 85         |
| 2002 | 150.432  | 151.234  | 99,5     | 129       | 99              | 30              | 1.166                 | 6       | 32         | 351        | 85         |
| 2003 | 148.884  | 149.721  | 99,4     | 130       | 101             | 29              | 1.145                 | 6       | 33         | 356        | 85         |
| 2004 | 148.762  | 149.574  | 99,5     | 128       | 100             | 28              | 1.162                 | 6       | 33         | 343        | 85         |
| 2010 | 147.000  | 147.900  | 99,3     | 126       | 103             | 23              | 1.166                 | 6       | 27         | 321        | 85         |